# 2015년 KBO 포스트시즌

2015년 KBO 포스트시즌 로고.

2015 타이어뱅크 KBO 포스트시즌은 2015년 10월 7일부터 10월 31일까지 실시되었다. 그리고 이번에도 두산 베어스가 2013년에 이어 준플레이오프와 플레이오프에서 연승을 거두었는데 한국시리즈까지 삼성 라이온즈를 물리쳐 우승까지 하여 2013년에 삼성에게 당했던 준우승을 우승으로 갚아주었다.

## 달라지는 점
한국야구위원회의 브랜드 아이덴디티 통합 작업에 따라 2015 시즌부터 "KBO 포스트시즌"이라는 새로운 명칭을 사용하게 되었다.
2014년 10월 27일 10개구단 단장회의를 통해 기존의 계획을 수정하여 4,5위팀의 승차에 상관없이 매년 와일드카드 결정전을 실시하여 승리팀이 3위팀과 준 플레이오프를 가지는 것으로 변경되었다.
이에 따라 본격적인 포스트시즌 5강 체제로의 전환이 알려지게 되었다.
와일드카드 결정전은 2전 2선승제로 한다. 4위 팀에게 1승 어드밴티지를 부여하므로 시리즈 스코어는 1-0으로 시작한다. 5위 팀은 2경기를 모두 이겨야 준플레이오프에 진출하고  4위 팀은 한번이라도 승리를 거두거나 무승부만 하더라도 준플레이오프에 진출한다. 경기는 모두 4위 팀의 홈구장에서 열리게 된다.

## 진출팀
2015년 포스트 시즌에 진출한 팀은 1위 삼성 라이온즈,2위 NC 다이노스,3위 두산 베어스,4위 넥센 히어로즈,5위 SK 와이번스이다. NC 다이노스는 창단 2년만에 플레이오프에 직행하며 역대 최초 창단이후 최단기간에 플레이오프를 직행하는 팀이 되었으며, 삼성 라이온즈는 2011년을 시작으로 5년연속으로 한국시리즈에 직행하며 최초 정규시즌 5연패라는 기록을 세웠다. 넥센 히어로즈는 3년 연속 포스트시즌 진출이며, 두산 베어스는 2년만에, SK 와이번스는 3년만에 다시 포스트시즌에 진출하였다.

## 대진표
|  | 와일드카드 결정전 | 와일드카드 결정전 | 와일드카드 결정전 |  |  | 준플레이오프 | 준플레이오프  | 준플레이오프 |  |  | 플레이오프 | 플레이오프  | 플레이오프 |  |  | 한국시리즈 | 한국시리즈    | 한국시리즈 |
|  |                   |                   |                   |  |  |              |               |              |  |  |            |             |            |  |  |            |               |            |
|  |                   |                   |                   |  |  |              |               |              |  |  |            |             |            |  |  | 1          | 삼성 라이온즈 | 1          |
|  |                   |                   |                   |  |  |              |               |              |  |  | 2          | NC 다이노스 | 2          |  |  | 3          | 두산 베어스   | 4          |
|  |                   |                   |                   |  |  | 3            | 두산 베어스   | 3            |  |  | 3          | 두산 베어스 | 3          |  |  |            |               |            |
|  | 4                 | 넥센 히어로즈     | 1                 |  |  | 4            | 넥센 히어로즈 | 1            |  |  |            |             |            |  |  |            |               |            |
|  | 5                 | SK 와이번스       | 0                 |  |  |              |               |              |  |  |            |             |            |  |  |            |               |            |

## 와일드카드 결정전

### 출장자 명단
| 팀            | 선수 명단 |
| 넥센 히어로즈 | - 감독 - 염경엽 - 코치 - 이강철, 박철영, 심재학, 손혁, 홍원기, 최만호, 박승민, 정수성 (8명) - 투수 - 앤디 밴 헤켄, 라이언 피어밴드, 양훈, 조상우, 김택형, 한현희, 김대우, 김상수, 하영민, 마정길, 손승락 (11명) - 포수 - 박동원, 김재현 (2명) - 내야수 - 김민성, 서건창, 박병호, 김하성, 서동욱, 윤석민, 김지수 (7명) - 외야수 - 브래드 스나이더, 이택근, 유한준, 고종욱, 박헌도, 유재신, 임병욱, 문우람 (8명)  |
| SK 와이번스   | - 감독 - 김용희 - 코치 - 조원우, 김원형, 김경태, 정경배, 강혁, 조 알바레즈, 백재호, 하세베 유타카 (8명) - 투수 - 김광현, 신재웅, 박정배, 정우람, 박희수, 전유수, 채병용, 박종훈, 윤길현, 크리스 세든, 메릴 켈리 (11명) - 포수 - 이재원, 허웅, 정상호 (3명) - 내야수 - 이대수, 나주환, 김성현, 최정, 김연훈, 박정권, 박계현 (7명) - 외야수 - 김강민, 조동화, 김재현, 박재상, 이명기, 앤드루 브라운, 정의윤 (7명) |

### 경기 기록
| 일시                   | 경기  | 원정팀(선공) | 스코어 | 홈팀(후공)    | 개최 구장  | 개시 시각 | 관중수  | 경기 MVP                 |
| ---------------------- | ----- | ------------ | ------ | ------------- | ---------- | --------- | ------- | ------------------------ |
| 10월 7일(수)           | 1차전 | SK 와이번스  | 4 - 5  | 넥센 히어로즈 | 목동야구장 | 18시 30분 | 7,469명 | 스나이더 (넥센 히어로즈) |
| 승리팀 : 넥센 히어로즈 |       |              |        |               |            |           |         |                          |

### 1차전
2015년 10월 7일 - 목동야구장
| 팀                                                                                          | 1 | 2 | 3 | 4 | 5 | 6 | 7 | 8 | 9 | 10 | 11 | R | H  | E | B |
| SK 와이번스                                                                                 | 0 | 0 | 0 | 0 | 3 | 0 | 0 | 0 | 0 | 0  | 1  | 4 | 12 | 1 | 7 |
| 넥센 히어로즈 ◄                                                                             | 1 | 0 | 0 | 0 | 0 | 0 | 2 | 0 | 0 | 0  | 2  | 5 | 8  | 1 | 8 |
| 승리 투수: 한현희 패전 투수: 정우람 홈런: SK – 앤드루 브라운(앤디 밴 헤켄 상대로 5회초 1점) |   |   |   |   |   |   |   |   |   |    |    |   |    |   |   |

- 시구 : 박지호 (넥센 히어로즈 어린이팬)
- 1차전 MVP: 넥센 브래드 스나이더 - 3타수 2안타 1타점 1득점(6회말부터 출전해 11회말 동점타점, 끝내기 득점)
- SK 김성현, 포스트시즌 역대 세 번째 끝내기 실책(와일드 카드 최초 끝내기 실책)
- 심판 합의판정
  - 10회말 2사 1루에서 박병호의 도루시도: 최초판정 - 아웃 / 합의판정 - 아웃(PS 6번째, WC 1번째)
  - 11회초 무사 2루에서 나주환의 유격수 땅볼 때 2루 주자 박계현의 3루 진루 과정: 최초판정 - 아웃 / 합의판정 - 아웃(PS 7번째, WC 2번째)

1차전에서 넥센 히어로즈에서는 앤디 밴 헤켄이, SK 와이번스에서는 김광현이 각각 등판했다.
선취점은 1회말 넥센이 먼저 뽑았다 1사후 고종욱, 이택근, 박병호의 연속 볼넷으로 만든 1사 만루상황에서 유한준의 희생플라이로 선취점을 뽑았다. 그러나, 넥센은 연속 볼넷으로 흔들리던 김광현을 더 이상 공략하지 못했다.
그런 사이에 SK는 5회초 앤드루 브라운이 좌측 담장을 넘기는 동점 솔로 홈런(비거리 : 115m)를 작렬시키며 분위기 반전에 성공했고 박정권의 2루타와 김성현의 번트, 정상호의 기습번트 실패로 만들어진 2사 3루에서 나주환이 좌중간을 가르는 1타점 3루타와 넥센 유격수 김하성의 중계 실책으로 나주환마저 들어오며 5회에만 3득점해 역전에 성공했다.
경기를 역전 하면서 승리투수 요건을 갖춘 SK 김광현은 이후 피칭에서도 살아나는 모습을 보여주면서 5회까지 1실점을 막고 내려갔고 SK는 6회부터 메릴 켈리를 투입 시키는 승부수를 걸었다. 그러나 넥센은 7회말 1사 후 서건창의 볼넷 후 고종욱이 우중간을 가르는 1타점 3루타로 1점차로 만들었고 이후 1사 3루에서 이택근의 1루 땅볼로 고종욱이 들어오며 동점을 만드는데 성공했다. 이후 양팀은 불펜싸움이 계속되면서 경기는 연장으로 흘러갔고 넥센의 조상우는 8회초부터 올라와 3이닝동안 49구 무실점으로 이닝을 막아냈고 SK도 9회부터 전유수 - 정우람 등을 투입 시키며 연장 승부를 이끌어 갔다
승부의 균형을 깬건 11회초 SK가 한현희로부터 1사 1-2루에서 대타 박재상의 병살타성 타구가 타자주자를 살린 상황에서 맞은 2사 1-3루에서 패스트 볼이 발생하여 3루주자가 득점하며 SK가 리드를 잡았다. 하지만 바로 11회말 넥센은 1사 후 김민성과 6회부터 타석에 들어선 브래드 스나이더의 연속 2루타로 동점을 만드는데 성공했다. 이 후 윤길현 - 신재웅을 상대로 2사 만루 찬스를 맞은 넥센은 박정배를 상대로 윤석민이 내야 뜬공으로 물러나는듯 싶었으나 SK 유격수 김성현이 내야 뜬공 타구를 처리하지 못하는 실책을 저지르면서 3루주자가 득점해 넥센 히어로즈가 준플레이오프로 진출하게 되었고 SK는 단 1경기만 하고 올 시즌 가을 야구를 허무하게 마감하고 말았다.

## 준플레이오프

### 출장자 명단
| 팀            | 선수 명단 |
| 두산 베어스   | - 감독 - 김태형 - 코치 - 유지훤, 권명철, 전형도, 강동우, 강인권, 강석천, 박철우, 한용덕 (8명) - 투수 - 더스틴 니퍼트, 오현택, 앤서니 스와잭, 장원준, 유희관, 진야곱, 노경은, 윤명준, 이현승, 이현호, 함덕주 (11명) - 포수 - 최재훈, 양의지 (2명) - 내야수 - 데이빈슨 로메로, 최주환, 허경민, 고영민, 오재원, 홍성흔, 오재일, 김재호, 김동한 (9명) - 외야수 - 정진호, 정수빈, 박건우, 민병헌, 김현수, 장민석 (6명) |
| 넥센 히어로즈 | - 감독 - 염경엽 - 코치 - 이강철, 박철영, 심재학, 손혁, 홍원기, 최만호, 박승민, 정수성 (8명) - 투수 - 앤디 밴 헤켄, 라이언 피어밴드, 양훈, 조상우, 김택형, 한현희, 김대우, 김상수, 하영민, 마정길, 손승락 (11명) - 포수 - 박동원, 김재현 (2명) - 내야수 - 김민성, 서건창, 박병호, 김하성, 서동욱, 윤석민, 김지수 (7명) - 외야수 - 브래드 스나이더, 이택근, 유한준, 고종욱, 박헌도, 유재신, 임병욱, 문우람 (8명)    |

### 경기 기록
| 일시                                                          | 경기  | 원정팀(선공)  | 스코어 | 홈팀(후공)    | 개최 구장             | 개시 시각 | 관중수   | 경기 MVP                |
| ------------------------------------------------------------- | ----- | ------------- | ------ | ------------- | --------------------- | --------- | -------- | ----------------------- |
| 10월 10일(토)                                                 | 1차전 | 넥센 히어로즈 | 3 - 4  | 두산 베어스   | 서울종합운동장 야구장 | 14시 00분 | 20,833명 | 박건우 (두산 베어스)    |
| 10월 11일(일)                                                 | 2차전 | 넥센 히어로즈 | 2 - 3  | 두산 베어스   | 서울종합운동장 야구장 | 14시 00분 | 22,765명 | 민병헌 (두산 베어스)    |
| 10월 13일(화)                                                 | 3차전 | 두산 베어스   | 2 - 5  | 넥센 히어로즈 | 목동야구장            | 18시 30분 | 9,900명  | 밴 헤켄 (넥센 히어로즈) |
| 10월 14일(수)                                                 | 4차전 | 두산 베어스   | 11 - 9 | 넥센 히어로즈 | 목동야구장            | 18시 30분 | 8,227명  | 양의지 (두산 베어스)    |
| 승리팀 : 두산 베어스, 준플레이오프 MVP : 이현승 (두산 베어스) |       |               |        |               |                       |           |          |                         |

### 1차전
2015년 10월 10일 - 서울종합운동장 야구장
| 팀 | 1 | 2 | 3 | 4 | 5 | 6 | 7 | 8 | 9 | 10 | R | H  | E | B |
| 넥센 히어로즈 | 0 | 0 | 1 | 0 | 0 | 1 | 0 | 1 | 0 | 0  | 3 | 5  | 0 | 3 |
| 두산 베어스 ◄ | 0 | 0 | 0 | 0 | 0 | 1 | 1 | 0 | 1 | 1  | 4 | 10 | 0 | 8 |
| 승리 투수: 이현승 패전 투수: 김택형 홈런: 넥센 – 박동원 (더스틴 니퍼트 상대로 3회초 1점), 박병호 (더스틴 니퍼트 상대로 6회초 1점) |   |   |   |   |   |   |   |   |   |    |   |    |   |   |

- 시구 : 효린 (씨스타)
- 1차전 MVP: 두산 박건우 - 1타수 1안타 1타점 (10회말 1사 2루 상황에서 대타 끝내기 안타)
- 두산 홍성흔, 통산 포스트시즌 100경기 출장 (준 플레이오프 통산 23번째 경기 출장)
- 두산 박건우, 역대 포스트 시즌 통산 24번째 끝내기 안타 (준 플레이오프 통산 역대 8번째)
- 두산 박건우, 역대 포스트 시즌 통산 2번째 대타 끝내기 안타 (준 플레이오프 최초)
- 심판 합의판정
  - 6회말 2사 1,2루에서 오재원의 파울여부: 최초판정 - 헛스윙 삼진 / 합의판정 - 파울(PS 8번째, 준PO 2번째)

1차전에서 두산 베어스에서는 더스틴 니퍼트가, 넥센 히어로즈에서는 양훈이 각각 등판했다.
초반 양 팀 선발 투수들의 팽팽한 투수전 분위기 속에서 3회초, 넥센의 박동원이 좌측 담장을 넘기는 솔로 홈런(비거리 : 120m)를 기록하며 선취점을 올리며 앞서 나갔고, 이어 6회초에는 박병호가 중월 솔로 홈런(비거리: 130m)를 터뜨리며 넥센이 2:0으로 리드를 잡았다. 하지만 바로 이어진 6회말, 두산은 정수빈과 허경민의 연속안타로 만든 무사 1,3루 상황에서 민병헌의 유격수 땅볼로 1점을 추격하지만, 후속타 불발로 동점에는 실패한다.
두산은 그러나 이어진 7회말, 홍성흔의 볼넷과 오재일의 희생 번트, 상대 폭투로 만든 1사 3루에서 김재호가 삼진으로 물러났지만, 이어 나온 정수빈의 1타점 2루타로 동점을 만드는데 성공한다.
그러나 바로 이어진 넥센의 8초 공격에서 고종욱과 이택근의 연속 안타로 만든 1사 1,3루 상황에서 박병호의 좌익수 희생 플라이로 다시 리드를 가져왔다. 하지만 넥센은 9회말, 마무리 조상우가 김재호의 몸에 맞는 볼과 정수빈과 허경민의 연속 볼넷으로 만든 1사 만루 상황에서 민병헌을 삼진으로 돌려세우지만, 김현수에게 볼넷을 허용, 아웃 카운트 1개를 남기고 밀어내기로 동점을 허용한다.
이 후, 연장 10회말, 두산은 1사 후, 최주환의 2루타로 만든 끝내기 찬스에서 대타로 나온 박건우가 우중간으로 떨어지는 적시타를 기록하면서 4:3으로 경기를 마무리지었다.
두산의 박건우는 준 플레이오프 최초로 대타 끝내기 안타를 치며 1차전 MVP로 등극한 반면, 넥센은 마무리 투수 조상우의 9회말 제구 난조로 승리를 날린 부분이 아쉽게 느껴졌다.

### 2차전
2015년 10월 11일 - 서울종합운동장 야구장
| 팀 | 1 | 2 | 3 | 4 | 5 | 6 | 7 | 8 | 9 | R | H | E | B |
| 넥센 히어로즈 | 0 | 1 | 1 | 0 | 0 | 0 | 0 | 0 | 0 | 2 | 7 | 1 | 3 |
| 두산 베어스 ◄ | 1 | 1 | 0 | 0 | 1 | 0 | 0 | 0 | x | 3 | 6 | 0 | 6 |
| 승리 투수: 장원준 패전 투수: 하영민 세이브: 이현승 홀드: 노경은, 함덕주 홈런: 넥센 – 박동원(장원준 상대 3회 1점) |   |   |   |   |   |   |   |   |   |   |   |   |   |

- 시구 : 신수지 (리듬체조 선수 출신 방송인)
- 2차전 MVP: 두산 민병헌 - 2타수 2안타 1타점
- 넥센 박동원, 포스트시즌 2경기 연속 홈런

2차전에서 두산 베어스에서는 장원준이, 넥센 히어로즈에서는 라이언 피어밴드가 각각 등판했다.
선취점은 두산이 먼저 가져갔다. 두산은 1회말 넥센 선발 라이언 피어밴드가 제구력에 난조를 보이는 틈을 타 2사 만루 찬스를 잡았고 민병헌이 밀어내기 볼넷을 얻어내면서 선취득점에 성공했으나 오재원이 삼진으로 물러나 더 이상의 득점을 올리지 못했다.
2회초 넥센은 선두타자 유한준의 볼넷 출루와 김민성의 삼진, 윤석민의 안타로 만들어진 1사 1,2루 찬스에서 김하성의 중전 적시타로 동점에 성공했으나, 두산 중견수 정수빈의 3루 송구로 3루로 가던 윤석민이 잡혔고 김하성도 도루 실패로 물러나면서 역전에 실패했다. 그러자 두산이 바로 2회말 2사 2루에서 허경민의 적시타로 다시 균형을 깨는데 성공했다. 그러나 넥센은 바로 다음 이닝인 3회초 선두타자로 나선 박동원이 이틀 연속 홈런포를 가동하면서(비거리: 110m) 승부의 균형을 맞췄다.
균형이 깨진 것은 5회말이었다. 두산은 구원투수로 올라온 넥센 하영민으로부터 1사 후 볼넷과 연속 안타로 맞은 만루 찬스에서 오재원의 중견수 뜬공 상황때 3루 주자 김현수가 넥센 포수 박동원과 충돌 되었는데 이택근의 송구를 받은 박동원이 이 상황에서 포구가 되지 못하고 빠트리면서 김현수가 득점에 성공하였다. 하지만 이 상황에서 김현수가 포수 박동원과 충돌하면서 발목과 무릎에 타박상을 입었다. 김현수는 이후 수비에 들어갔으나 7회초에 선수보호 차원에서 장민석과 교체되어 경기에서 빠졌다.
넥센은 8회초 공격에서 선두타자 박동원의 볼넷과 고종욱의 내야 안타, 서건창의 희생번트로 1사 2-3루 찬스를 맞았으나, 두산 구원투수 함덕주에게 이택근이 풀카운트 접전끝에 유격수 뜬공으로 물러나버렸고, 마무리 투수 이현승이 박병호를 고의사구로 거른 2사 만루 상황에서 유한준이 우익수 뜬공으로 물러나 역전에 실패하고 말았다. 결국, 두산 마무리 이현승이 9회초에도 등판해 삼자범퇴로 정리 하면서 두산이 플레이오프까지 단 1승만을 남겨두게 되었다. 두산 선발 장원준은 6이닝 2실점으로 개인 통산 첫 포스트시즌 선발승을 기록하게 되었으며, 넥센은 투수진의 사사구 때문에 어려운 경기를 펼친 것이 패인으로 작용했다.

### 3차전
2015년 10월 13일 - 목동야구장
| 팀 | 1 | 2 | 3 | 4 | 5 | 6 | 7 | 8 | 9 | R | H  | E | B |
| 두산 베어스 | 0 | 0 | 0 | 0 | 0 | 0 | 0 | 2 | 0 | 2 | 7  | 1 | 3 |
| 넥센 히어로즈 ◄ | 0 | 0 | 1 | 1 | 1 | 0 | 2 | 0 | x | 5 | 10 | 0 | 5 |
| 승리 투수: 앤디 밴 헤켄 패전 투수: 유희관 세이브: 조상우 홈런: 넥센 – 서건창(유희관 상대로 3회 1점), 김하성(유희관 상대로 4회 1점) |   |   |   |   |   |   |   |   |   |   |    |   |   |

- 시구 : 가수 김광진
- 3차전 MVP: 넥센 앤디 밴 헤켄 - 7⅔이닝 5피안타 3사사구 2실점 10K (투구수: 107개)
- 심판 합의판정
  - 1회말 1사 1루에서 윤석민의 좌익수 플라이 포구 여부: 최초판정 - 세이프 / 합의판정 - 세이프(PS 9번째, 준PO 3번째)

3차전에서 두산 베어스에서는 유희관이, 넥센 히어로즈에서는 앤디 밴 헤켄이 각각 등판했다.
양 팀의 선발은 1회 출발은 쉽지가 않았다 먼저 넥센의 앤디 밴 헤켄은 1사 후 허경민을 볼넷으로 내보냈으나 박건우를 삼진으로 잡은 후 박동원포수가 2루도루를 시도하던 허경민을 잡아내면서 세 타자로 마무리 지었고 두산의 선발 유희관은 고종욱에게 안타를 내줬으나 고종욱을 도루자로 잡아냈다. 그러나, 이후 연속 안타를 허용하며 1사 1,2루 위기를 맞았으나, 박병호를 3루땅볼로, 유한준을 투수 앞 땅볼로 처리하며 위기를 벗어났다.
이 후 0의 균형이 깨진 것은 3회말 1사 후 서건창이 유희관의 7구째 공을 공략하여 중앙 담장을 넘어가는 솔로 홈런(비거리: 120m)으로 선제점을 뽑아내는데 성공했다. 뒤어어 4회말에는 2사 후 유희관의 체인지업을 김하성이 공략해 우중간 타구를 넘기는 솔로 홈런(비거리: 120m)으로 달아나는데 성공했으며, 5회말에는 선두타자 박병호의 안타로 두산의 선발 유희관을 강판 시켰고, 바뀐 투수 노경은의 폭투로 만들어진 무사 2루에서 유한준의 안타로 무사 1,3루 찬스가 되었다. 그 뒤 김민성의 좌익수 희생 플라이 때 박병호가 들어오면서 3:0까지 달아나는데 성공했다. 그리고 7회말 넥센은 2사 후 박병호의 볼넷과 유한준의 2루타 상황에서 두산 중견수 정수빈의 중계 실책으로 박병호가 득점했고 김민성의 적시 2루타로 5:0까지 달아나는데 성공했다.
한편 넥센 선발 앤디 밴 헤켄에게 끌려 다니던 두산 베어스는 8회초 1사 후 민병헌의 볼넷과 폭투로 만들어진 1사 2루에서 데이빈슨 로메로가 좌익 선상쪽의 적시타로 1점을 만회하는데 성공했고 오재원의 볼넷과 김재호의 삼진으로 만들어진 1사 1,2루에서 정수빈의 좌전 적시타로 3점차로 좁히는데 성공함과 동시에 넥센의 마무리 조상우의 조기 투입을 이끌어냈다. 하지만 허경민이 3구 삼진을 당하며 더 이상 추격에 실패했고 9회초 조상우로부터 최주환의 안타, 2사 후 민병헌의 안타로 2사 1,3루 찬스를 맞았으나 장민석이 2루 땅볼로 물러나면서 결국 3차전은 넥센의 승리로 마무리가 되었다.
넥센의 앤디 밴 헤켄은 7.2이닝 2실점 10탈삼진의 빼어난 투구로 벼랑끝의 팀을 구했으며 두산 선발 유희관은 후반기 막판 부진했던 모습이 보여지면서 어려운 투구를 하고 말았던 것이 경기의 패인이 되었다.

### 4차전
2015년 10월 14일 - 목동야구장
| 팀 | 1 | 2 | 3 | 4 | 5 | 6 | 7 | 8 | 9 | R  | H  | E | B |
| 두산 베어스 ◄                                                                                                 | 0 | 2 | 0 | 0 | 0 | 0 | 2 | 1 | 6 | 11 | 18 | 1 | 1 |
| 넥센 히어로즈                                                                                                 | 0 | 2 | 0 | 3 | 3 | 1 | 0 | 0 | 0 | 9  | 13 | 2 | 5 |
| 승리 투수: 오현택 패전 투수: 조상우 세이브: 이현승 홀드: 한현희 홈런: 넥센 – 박병호 (노경은 상대로 5회말 1점) |   |   |   |   |   |   |   |   |   |    |    |   |   |

- 시구 : 창조 (틴탑)
- 4차전 MVP: 두산 양의지 - 5타수 3안타 1타점 (9회초 1사 1,3루 상황에서 2타점 역전 적시타)
- 준 플레이오프 MVP : 두산 이현승 - 3경기 1승 2세이브(2.2이닝 3탈삼진 1사사구 무실점), 기자단 투표 64표 중 26표 득표
- 두산 베어스, 포스트시즌 역대 최다 점수차 역전승(7점차, 2:9 넥센 리드 → 11:9 두산 승 / 종전 기록 - 6점차 : 2001년 한국시리즈 4차전 8:2 삼성 리드 → 11:18 두산 승)
- 심판 합의판정
  - 2회초 2사 1루에서 김재호의 견재 상황: 최초판정 - 아웃 / 합의판정 - 세이프(PS 10번째, 준PO 4번째)
  - 6회말 1사 1루에서 유한준의 유격수 병살 플레이 상황: 최초판정 - 아웃 / 합의판정 - 세이프(PS 11번째, 준PO 5번째)

4차전에서 두산 베어스에서는 이현호가, 넥센 히어로즈에서는 양훈이 각각 등판했다.
선취점은 두산이 먼저 뽑았다. 두산은 2회초 1사 후 최주환과 데이빈슨 로메로의 연속 2루타로 선취점을 뽑았고 김재호가 2사 후 좌익수 앞에 안타로 데이빈슨 로메로를 불러들이며 2점을 뽑았다. 그러나 바로 넥센이 박병호와 유한준의 연속 볼넷, 김민성의 땅볼로 만들어진 1사 1,3루에서 브래드 스나이더의 땅볼로 점수를 따냈고 김하성의 안타로 만들어진 2사 1,3루에서 박동원의 타석 때 두산 선발 이현호의 견제 실책이 나오며 동점을 만드는데 성공했다.
이 후 경기는 넥센의 페이스로 전개되어 4회말에 넥센은 유한준의 안타로 두산 선발 이현호를 조기에 강판 시켰고 노경은을 상대로 1사 후 브래드 스나이더의 볼넷으로 만들어진 1,2루 찬스에서 박동원이 좌중간을 가르는 2타점 2루타를 작렬시켰고, 고종욱이 큰 바운드 땅볼타구를 안타로 만들며 박동원을 홈으로 불러들였다. 또한 5회말에는 박병호가 중앙 담장 백스크린을 맞추는 솔로홈런(비거리: 125m)으로 1점, 1사 후 김민성의 안타와 바뀐 투수 윤명준으로부터 2사후 김하성의 안타로 만든 1,3루 상황에서 또 다시 박동원이 이번엔 우중간을 가르면서 또 다시 2타점 2루타를 작렬 시켰다. 또한 6회말에는 1사 3루에서 박병호의 적시타로 9:2까지 달아나는데 성공했다.
반면 두산은 경기 초반부터 불운에 시달렸는데 두산은 병살타 3개 포함 더블플레이를 4차례나 당하면서 끌려다니는 경기를 펼쳤다. 특히 4회초 무사 1,2루에서 데이빈슨 로메로의 타구가 선상 수비에 걸려 2루주자와 1루주자가 아웃이 되었고 5회초는 무사 1루에서 정수빈의 잘 맞은 타구가 2루수 정면 직선타로 걸리는 더블 플레이가 나오면서 운이 없는 타구가 몇차례 나왔다.
하지만 두산은 9:2로 뒤진 경기 후반 7회부터 반격에 나섰다. 7회초 최주환의 넥센 3루수 김민성이 실책하면서 진루했고 데이빈슨 로메로의 안타, 오재원의 땅볼과 폭투로 만들어진 1사 2,3루에서 김재호의 2타점 적시타로 5점차로 추격해 넥센 선발 양훈을 마운드에서 내렸다. 이 후 8회초 1사 3루에서 김현수의 내야 땅볼 타점으로 4점차로 추격을 계속했다.
두산은 9회초에 8회초부터 올라온 한현희를 상대로 오재원과 김재호가 연속 안타와 정수빈의 우익수 플라이로 1사 1,3루 찬스를 잡았고 바뀐 투수 조상우를 상대로 허경민의 적시타로 3점차까지 따라 붙었고 오재일의 볼넷으로 만든 만루 찬스에서 김현수의 2타점 적시타로 경기를 1점차까지 좁혔다. 그리고 양의지의 툭갖다 댄 타구가 좌중간을 완전히 가르는 적시 2루타와 넥센 좌익수 문우람의 실책으로 2득점 하며 두산이 역전에 성공했다. 또한 최주환의 낫아웃 상황에서 양의지가 들어오면서 9:2로 뒤져있던 두산이 극적으로 11:9로 역전에 성공했다.
이 후 9회말 두산 마무리 이현승이 삼자범퇴로 9회말을 정리하면서 두산이 극적으로 시리즈를 마무리 지으며 플레이오프로 가게 되었다. 두산은 포스트시즌 역사상 역대 최다 점수차 역전 승으로 뚝심있는 팀의 저력을 보여주었으며 넥센은 조상우의 의존도가 높았던 것이 독으로 작용하였고 특히 조상우가 준 플레이오프 내내 불안한 모습을 노출하면서 시리즈를 내주는 결과로 이어지고 말았다

## 플레이오프

### 출장자 명단
| 팀          | 선수 명단 |
| NC 다이노스 | - 감독 - 김경문 - 코치 - 이동욱, 김광림, 전준호, 최기문, 박승호, 최일언, 이광길, 양승관 - 투수 - 에릭 해커, 재크 스튜어트, 이재학, 이태양, 손민한, 임창민, 김진성, 최금강, 이민호, 임정호, 이혜천 (11명) - 포수 - 김태군, 용덕한 (2명) - 내야수 - 에릭 테임즈, 이호준, 손시헌, 박민우, 지석훈, 모창민, 조영훈, 최재원, 노진혁, 조평호 (10명) - 외야수 - 이종욱, 나성범, 김종호, 김성욱, 김준완 (5명)       |
| 두산 베어스 | - 감독 - 김태형 - 코치 - 유지훤, 권명철, 전형도, 강동우, 강인권, 강석천, 박철우, 한용덕 (8명) - 투수 - 더스틴 니퍼트, 장원준, 유희관, 이현호, 노경은, 진야곱, 오현택, 윤명준, 허준혁, 남경호, 함덕주, 이현승 (12명) - 포수 - 양의지, 최재훈 (2명) - 내야수 - 오재일, 오재원, 허경민, 김재호, 데이빈슨 로메로, 최주환, 고영민, 김동한, 홍성흔 (9명) - 외야수 - 김현수, 정수빈, 민병헌, 박건우, 장민석 (5명) |

### 경기 기록
| 일시                                                        | 경기  | 원정팀(선공) | 스코어 | 홈팀(후공)  | 개최 구장             | 개시 시각 | 관중수   | 경기 MVP               |
| ----------------------------------------------------------- | ----- | ------------ | ------ | ----------- | --------------------- | --------- | -------- | ---------------------- |
| 10월 18일(일)                                               | 1차전 | 두산 베어스  | 7 - 0  | NC 다이노스 | 마산종합운동장 야구장 | 14시 00분 | 11,000명 | 니퍼트 (두산 베어스)   |
| 10월 19일(월)                                               | 2차전 | 두산 베어스  | 1 - 2  | NC 다이노스 | 마산종합운동장 야구장 | 18시 30분 | 11,000명 | 스튜어트 (NC 다이노스) |
| 10월 21일(수)                                               | 3차전 | NC 다이노스  | 16 - 2 | 두산 베어스 | 서울종합운동장 야구장 | 18시 30분 | 26,000명 | 민병헌 (두산 베어스)   |
| 10월 22일(목)                                               | 4차전 | NC 다이노스  | 0 - 7  | 두산 베어스 | 서울종합운동장 야구장 | 18시 30분 | 22,652명 | 니퍼트 (두산 베어스)   |
| 10월 24일(토)                                               | 5차전 | 두산 베어스  | 6 - 4  | NC 다이노스 | 마산종합운동장 야구장 | 14시 00분 | 11,000명 | 양의지 (두산 베어스)   |
| 승리팀 : 두산 베어스, 플레이오프 MVP : 니퍼트 (두산 베어스) |       |              |        |             |                       |           |          |                        |

### 1차전
2015년 10월 18일 14:00 - 마산종합운동장 야구장
| 팀 | 1 | 2 | 3 | 4 | 5 | 6 | 7 | 8 | 9 | R | H  | E | B |
| 두산 베어스 ◄ | 2 | 0 | 1 | 1 | 0 | 0 | 3 | 0 | 0 | 7 | 10 | 0 | 3 |
| NC 다이노스 | 0 | 0 | 0 | 0 | 0 | 0 | 0 | 0 | 0 | 0 | 3  | 1 | 2 |
| 승리 투수: 더스틴 니퍼트(완봉승) 패전 투수: 에릭 해커 홈런: 두산 – 민병헌(에릭 해커 상대로 3회초 1점, 김진성 상대로 7회초 3점), 홍성흔(에릭 해커 상대로 4회초 1점) |   |   |   |   |   |   |   |   |   |   |    |   |   |

- 시구 : 원종현 (NC 다이노스 대장암 완치 선수)
- 1차전 MVP: 두산 더스틴 니퍼트 - 9이닝 3피안타 2사사구 6K 무실점 (투구수: 114개)
- 두산 더스틴 니퍼트, 포스트시즌 역대 20번째 완봉승(PO 8번째, 역대 3번째 외국인 투수 포스트시즌 완봉승)
- 두산 홍성흔, 역대 최초 통산 KBO 포스트시즌 100 안타

플레이오프 1차전 선발로 두산은 더스틴 니퍼트가, NC는 에릭 해커가 각각 등판하였다.
두산은 1회초부터 NC 선발 에릭 해커를 강하게 압박했다. 먼저 정수빈과 허경민의 안타로 무사 1,3루 찬스를 잡은 두산은 1사 후 김현수 타석에서 폭투로 선취점에 성공했고 그 상황으로 만들어진 1사 2루에서 김현수가 중전 적시타를 때려내며 1회초부터 2점을 선취했다. 뒤이어 3회초에는 2사 후 민병헌의 1점 홈런(비거리: 115m)와 4회초 1사 후 홍성흔이 자신의 포스트시즌 개인 통산 100안타를 자축하는 1점 홈런(비거리: 125m)으로 4:0까지 달아났다. 4회초에는 홍성흔의 홈런 후 2사에 오재일이 2루 실책으로 진루, 김재호의 안타로 1,2루 찬스를 맞았으나 잔루가 되었다. 하지만 NC 선발 에릭 해커를 조기강판 시켰다.
반면 NC는 4회까지 단 한 명의 타자도 출루하지 못하며 두산 선발 더스틴 니퍼트에게 꽁꽁 묶였으나 에릭 테임즈가 5회말에 팀 첫 안타를 뽑아냈고, 에릭 테임즈의 도루와 나성범의 볼넷으로 무사 1,2루 찬스를 잡았다. 그러나, 이호준이 뜬공으로 물러났고 1사 1,3루에서 손시헌의 유격수 땅볼이 병살타로 이어지면서 추격에 실패하고 말았다. 또한 6회말에도 NC는 1사 1,2루 찬스를 잡았으나 그 찬스마저도 무산되었다.
그러자 두산은 7회초 NC 투수 김진성으로부터 정수빈의 안타, 허경민의 몸에 맞는 공으로 맞은 1사 1,2루 찬스에서 두번째 타석때 홈런이 있었던 민병헌이 네번째 타석에서 좌측 담장을 넘기는 3점 홈런(비거리: 115m)를 작렬시키며 사실상 승부의 쐐기를 박았다. 이에 힘을 얻은 두산 선발 더스틴 니퍼트는 9회까지 마운드에 올라 3피안타 2사사구 6탈삼진으로 완봉승을 거두며 에이스의 면모를 보여주었다.
두산은 그동안 고민이었던 3번 자리에서 민병헌이 3번으로 출전해 2홈런 4타점으로 맹활약 한 것이 고무적이었고, 더스틴 니퍼트의 완봉승으로 불펜에게 휴식을 주면서 남은 시리즈를 수월하게 풀어갈 수 있는 여건을 마련하였다.
반면, NC는 그동안의 휴식이 독으로 작용한듯 두산 선발 더스틴 니퍼트에게 타선이 철저히 눌려있었고 또한 에이스 에릭 해커의 부진으로 인해 아쉬운 경기를 펼치고 말았다.

### 2차전
2015년 10월 19일 18:30 - 마산종합운동장 야구장
| 팀                                                                                                   | 1 | 2 | 3 | 4 | 5 | 6 | 7 | 8 | 9 | R | H | E | B |
| 두산 베어스                                                                                          | 0 | 0 | 0 | 0 | 0 | 0 | 0 | 1 | 0 | 1 | 3 | 0 | 3 |
| NC 다이노스 ◄                                                                                        | 0 | 0 | 0 | 0 | 0 | 0 | 0 | 2 | X | 2 | 6 | 0 | 3 |
| 승리 투수: 재크 스튜어트(완투승) 패전 투수: 함덕주 홈런: 두산 – 오재원(재크 스튜어트 상대로 8회 1점) |   |   |   |   |   |   |   |   |   |   |   |   |   |

- 시구 : 안상수 창원시장
- 2차전 MVP: NC 재크 스튜어트 - 9이닝 3피안타(1피홈런) 3사사구 1실점 8K (투구수: 122개)
- 두산 홍성흔 포스트시즌 통산 최다 출장 타이(104경기, 종전 기록 박진만 104경기)
- NC 재크 스튜어트 KBO 데뷔 첫 완투승 및 포스트 시즌 역대 43번째 완투승(PO 17번째, 외국인 투수 두 번째 PO 완투승)
- NC 다이노스 창단 첫 포스트시즌 홈 경기 승리.
- 포스트 시즌 2경기 연속 완투승(1996년 한국시리즈 3차전 이강철(해태) - 4차전 정명원(현대) 이후 19년만에 기록)
- 심판 합의판정
  - 8회말 2사 1루에서 김성욱의 도루시도: 최초판정 - 아웃 / 합의판정 - 세이프(PS 12번째, PO 3번째)

플레이오프 2차전에서 양 팀 선발로 두산은 장원준이, NC는 재크 스튜어트가 각각 등판하였다.
2차전에서는 장원준과 재크 스튜어트의 팽팽한 투수전으로 전개되었다. NC의 경우, 경기 초반 두 차례의 병살타가 나왔으며 두산은 4회초와 7회초 주자 2루에 놓고도 득점에 실패했다. 또한 5회말 김태군의 타구를 두산 좌익수 김현수가 점프 캐치하는 호수비가 나왔고 8회초에는 NC 1루수 에릭 테임즈가 자신의 머리위로 넘어오는 홍성흔의 타구를 낚아채는 호수비를 보여주었다. 양 팀의 0의 균형이 깨진 것은 8회초 1사 후 오재원이 재크 스튜어트의 초구를 통타해 중앙 담장을 넘어가는 솔로 홈런(비거리: 130m)을 작렬 시키며 두산이 먼저 선취 득점에 성공했다.
두산은 7회까지 112구를 던져 4피안타 2사사구 4탈삼진 무실점으로 호투한 장원준을 내리고 좌완 셋업맨 함덕주를 등판시켜 점수 지키기에 들어갔다. 그러나, NC가 손시헌의 안타로 동점 찬스를 잡았고 지석훈이 페이크 번트 앤 슬러쉬로 타구를 좌측 선상으로 집어넣는 2루타로 1루 주자였던 대주자 최재원이 득점하면서 동점을 만들었고 이 후 김태군의 희생번트로 만들어진 1사 3루 상황에서 김성욱의 스퀴즈 시도 때 함덕주의 투구가 높게 제구되어 포수 최재훈의 키를 넘기는 폭투로 지석훈이 득점하면서 역전에 성공했다.
역전에 성공한 NC는 8회까지 106개의 공을 던진 재크 스튜어트가 9회에도 등판해 2사 후 민병헌에게 볼넷을 내줬으나 김현수를 뜬공으로 처리하면서 NC가 재크 스튜어트의 122구 혼신의 역투에 힘입어 시리즈를 원점으로 돌리는데 성공했다. 두산은 셋업맨 함덕주가 역전을 내준것에 아쉽게 다가왔고 NC는 재크 스튜어트의 역투와 8회의 작전 두 번으로 두산을 흔들면서 역전하며 시리즈를 원점으로 돌려냈다

### 3차전
2015년 10월 21일 - 서울종합운동장 야구장
| 팀 | 1 | 2 | 3 | 4 | 5 | 6 | 7 | 8 | 9 | R  | H  | E | B |
| NC 다이노스 ◄ | 1 | 0 | 4 | 0 | 0 | 0 | 5 | 3 | 3 | 16 | 19 | 1 | 8 |
| 두산 베어스 | 0 | 2 | 0 | 0 | 0 | 0 | 0 | 0 | 0 | 2  | 3  | 1 | 5 |
| 승리 투수: 손민한 패전 투수: 유희관 홀드: 이민호 홈런: NC – 최재원(남경호 상대 9회 1점), 노진혁(남경호 상대 9회 2점) |   |   |   |   |   |   |   |   |   |    |    |   |   |

- 시구 : 윤아 (소녀시대)
- 3차전 MVP: NC 손민한 - 5이닝 3피안타 4사사구 2실점(1자책) (투구수: 77개), 역대 최고령 포스트시즌 선발승
- NC 손민한, 포스트시즌 역대 최고령 선발승: 만 40세 9개월 19일(종전 기록: 송진우 만 40세 8개월 1일 / 2006 PO 4차전)
- NC 다이노스, 플레이오프 역대 최다 점수차 승리: 14점차(종전 기록: 2009년 PO 5차전 SK 11점차)
- NC 다이노스, 플레이오프 최다 득점 승리: 16득점(종전 기록: 2009년 PO 5차전 SK 14점)
- 두산 홍성흔, 통산 포스트시즌 최다 출장 신기록: 105경기(종전 기록: 박진만, 104경기)
- 두산 정수빈, 플레이오프 통산 최다 3루타 신기록: 3개
- NC 에릭 테임즈, 포스트시즌 한 경기 최다 출루 타이: 5출루 (PO 9번째, PS 25번째)
- NC 최재원, 포스트시즌 첫 타석 홈런 (PO 6번째, PS 14번째)
- 심판 합의판정
  - 7회초 무사 1,2루에서 이호준의 몸에 맞는 공 여부: 최초판정 - 몸에 맞는 공 / 합의판정 - 몸에 맞는 공(PS 13번째, PO 4번째)

플레이오프 3차전에서 양 팀 선발로 NC는 손민한이, 두산은 유희관이 각각 등판 하였다.
선취점은 NC가 먼저 냈다. NC는 박민우의 2루타와 1사 후 3루 도루 성공으로 만들어진 상황에서 나성범의 좌익수 희생플라이로 선취점을 뽑는데 성공한다. 그러자 바로 두산이 2회말에 2사 후 최재훈의 좌전 안타와 정수빈의 1타점 3루타로 동점을 만들었고 허경민의 2루수 땅볼 타구때 NC 2루수 박민우가 송구 실책을 저질러 3루 주자가 득점해 역전에 성공하였다.
그러나 두산의 리드는 오래 가지 않았다 3회초 NC는 박민우, 김종호의 연속 안타와 나성범의 뜬공으로 1사 1,2루 찬스를 맞은 상황에서 에릭 테임즈의 중전 적시타로 다시 동점을 만들며 두산 선발 유희관을 조기에 강판 시켰다. 이 후 바뀐 투수 노경은으로부터 이호준, 이종욱, 손시헌의 연속 적시타로 3점을 더 추가하며 승기를 잡기 시작했다.
한편, NC 선발 손민한은 타선의 득점 지원을 바탕으로 두산 타선을 상대로 삼진이 전혀 없이 철저히 맞춰잡는 투구로 5회까지 2실점 1자책으로 호투하였고 6회에도 마운드에 올랐으나 오른 중지 손가락에 물집이 잡히며 부상으로 자진 강판했다.
NC는 7회초 나성범의 안타, 에릭 테임즈의 볼넷, 이호준의 몸에 맞는 공으로 만든 무사 만루 찬스에서 이종욱이 삼진으로 물러났으나, 손시헌의 밀어내기 볼넷과 대타 모창민의 뜬공 타구를 두산 유격수 김재호가 놓치는 실책을 저지르며 득점했으며 계속된 공격에서 김태군의 밀어내기 볼넷과 박민우의 2타점 적시타로 대거 5점을 뽑아내어 사실상 경기의 쐐기를 박았다.
또한 8회초에는 무사 1,2루에서 이종욱과 손시헌의 연속 적시타에 이어 2사 만루에서 김성욱의 밀어내기 볼넷으로 3득점, 9회초에는 두산 투수 남경호로부터 최재원이 솔로 홈런(비거리: 120m)을 뒤이어 노진혁이 투런 홈런(비거리: 110m)을 작렬시키며 축포를 쏘아 올렸다. NC는 9회말 이재학이 삼자 범퇴로 마무리 지으면서 NC가 창단 첫 한국시리즈 진출까지 단 1승만을 남겨두게 되었다.
NC는 3차전에서 활발한 공격력을 바탕으로 두산 마운드를 맹폭했으며, 경기의 승리를 거의 잡아가면서 백업 야수들을 경기에 투입시키며 경기 감각을 조율 하는 모습을 보였다. 반면, 두산은 선발 투수 유희관의 포스트시즌 부진과 함께 불펜진이 경기 막판에 사사구를 집중적으로 내주었고 유격수 김재호의 실책으로 인해 완전히 자멸하는 경기를 펼치고 말았다.

### 4차전
2015년 10월 22일 - 서울종합운동장 야구장
| 팀                                            | 1 | 2 | 3 | 4 | 5 | 6 | 7 | 8 | 9 | R | H  | E | B |
| NC 다이노스                                   | 0 | 0 | 0 | 0 | 0 | 0 | 0 | 0 | 0 | 0 | 5  | 1 | 1 |
| 두산 베어스 ◄                                 | 0 | 0 | 0 | 0 | 0 | 3 | 1 | 3 | X | 7 | 13 | 1 | 4 |
| 승리 투수: 더스틴 니퍼트 패전 투수: 에릭 해커 |   |   |   |   |   |   |   |   |   |   |    |   |   |

- 시구 : 가수 임창정
- 4차전 MVP: 두산 더스틴 니퍼트 - 7이닝 2피안타 무사사구 무실점 6K (투구수: 86개)
- 심판 합의판정
  - 2회초 2사 1루에서 이종욱의 도루시도: 최초판정 - 도루실패 / 합의판정 - 도루실패(PS 14번째, PO 5번째)
  - 6회말 2사 1,2루에서 정수빈의 1루 땅볼: 최초판정 - 아웃 / 합의판정 - 아웃(PS 15번째, PO 6번째)

4차전에서 NC는 에릭 해커가, 두산은 더스틴 니퍼트가 각각 등판하였다.. 1차전의 리턴매치로 두 선수 모두 3일 휴식 후 등판을 가졌다.
경기는 1회부터 5회까지 투수전 양상으로 전개되었다. 두산의 더스틴 니퍼트는 3일 휴식을 무색하게 하는 구위를 바탕으로 NC 타선을 단 2안타로 꽁꽁 묶었고, NC의 에릭 해커는 위기 관리 능력을 보여주면서 5회까지 무득점으로 진행되었다.
경기의 균형이 깨진 것은 6회말 민병헌의 2루타, 김현수의 볼넷, 양의지의 안타로 만든 무사 만루 찬스에서 홍성흔이 1루 파울플라이로 물러났으나 오재원의 큰 바운드 타구가 NC 1루수 에릭 테임즈의 키를 넘어가는 2타점 적시타로 연결되면서 선취 득점에 성공했고 오재일의 대수비로 투입 된 후 타석에 선 고영민이 1타점 적시타를 만들며 3:0까지 달아났고 에릭 해커를 강판시켰다.
두산은 뒤이어 7회말에는 허경민의 2루타와 김현수 타석에서 폭투가 발생해 만들어진 1사 3루에서 김현수가 좌익수 키를 넘기는 큼지막한 2루타를 만들며 추가 득점에 성공했고, 8회말에는 경기 감각 점검차 등판한 NC 마무리 임창민을 상대로 오재원의 안타와 2사 후 폭투 두 번과 정수빈의 볼넷 후 도루로 만들어진 2사 2,3루에서 허경민이 2타점 2루타를 뒤이어 민병헌도 2루타를 뽑아내 2루타 두 방으로 3점을 내면서 경기의 쐐기를 박았다.
두산은 더스틴 니퍼트가 7회까지 무실점 호투한데 이어 마무리 투수 이현승이 8회부터 조기 투입해 무실점으로 이어 던져 경기를 마무리했다. 이로써 한국시리즈에서 삼성 라이온즈와 붙을 상대는 최종전에서 가려지게 되었다.

### 5차전
2015년 10월 24일 - 마산종합운동장 야구장
| 팀 | 1 | 2 | 3 | 4 | 5 | 6 | 7 | 8 | 9 | R | H  | E | B |
| 두산 베어스 ◄ | 0 | 0 | 0 | 1 | 5 | 0 | 0 | 0 | 0 | 6 | 9  | 0 | 8 |
| NC 다이노스 | 1 | 1 | 0 | 0 | 1 | 1 | 0 | 0 | 0 | 4 | 10 | 0 | 3 |
| 승리 투수: 장원준 패전 투수: 재크 스튜어트 세이브: 이현승 홈런: 두산 – 양의지(재크 스튜어트상대 4회 1점) NC – 지석훈(장원준 상대로 6회 1점) |   |   |   |   |   |   |   |   |   |   |    |   |   |

- 시구 : 김성훈 (마산 용마고등학교 야구부 감독/제96회 전국체육대회 야구 우승)
- 5차전 MVP: 두산 양의지 - 3타수 1안타(1홈런) 2타점 1득점
- 플레이오프 MVP: 두산 더스틴 니퍼트 - 2경기 선발등판 2승, 0.00(2경기 합계 16이닝 5피안타 2사사구 무실점 12K), 기자단 투표 36표 중 30표 득표
- NC 나성범, KBO 포스트시즌 최초 야수의 투수 등판

플레이오프 5차전에서 두산은 장원준이, NC는 재크 스튜어트가 각각 등판했다. 두 선수는 지난 2차전에서 맞붙은 이후 다시 붙게 되었다.
선취점은 NC가 먼저 뽑았다. NC는 1회말 2사 주자 없는 상황에서 나성범의 내야 안타를 시작으로 에릭 테임즈의 안타로 만들어진 2사 1,2루에서 이호준이 우전 안타를 치며 선취 득점에 성공했다. 2회말에도 선두타자 손시헌의 안타와 지석훈의 희생번트로 1사 3루 찬스를 잡았으며, 김태군의 얕은 뜬공으로 물러났으나, 박민우가 초구를 당겨쳐 우전 안타를 만들면서 추가 득점에 성공했다.
반면, 두산은 경기 초반 NC 선발 재크 스튜어트에게 기회는 잡았으나 득점하지 못하며 어려운 경기를 풀다가 4회초 2사 주자 없는 상황에서 양의지가 중앙 담장을 넘기는 솔로 홈런(비거리: 120m)를 작렬시켜 추격의 의지를 불태웠다.
이후, 두산은 5회초 공격에서 김재호와 정수빈의 연속 2루타로 동점을 만드는데 성공했고, 허경민의 안타와 민병헌의 볼넷으로 무사 만루 찬스에서 김현수가 재크 스튜어트의 4구째 속구를 끌어당겨 우측 담장을 직격하는 2타점 2루타로 역전에 성공하면서 NC 선발 재크 스튜어트를 강판시켰다. 그 뒤 바뀐 투수 이민호를 상대로 양의지의 1타점 희생플라이와 홍성흔의 몸에 맞는 공과 오재원의 볼넷으로 다시 잡은 1사 만루 찬스에서 오재일의 1타점 내야 땅볼로 추가 득점하면서 5회초에만 두산은 안타 4개와 사사구 2개로 대거 5득점 빅이닝을 만들며 전세를 뒤집었다.
그러나 NC는 5회말 공격에서 1사 주자 2루 상황에서 나성범의 적시 2루타, 6회말 공격에서 1사 후 지석훈이 솔로 홈런(비거리: 120m)을 작렬시키면서 2점차로 두산을 압박하기 시작했다. 그러자 두산은 7회말 장원준이 김종호를 볼넷으로 내보내자 마무리 투수 이현승을 7회 무사 1루에 조기투입 시켜 막아내었다. 이후 이현승은 9회까지 3이닝을 무실점으로 막아내면서 두산 베어스가 2년 만에 한국시리즈에 진출하게 되었다.
한편, NC는 분위기 반전을 꾀하기 위해 나성범을 투수로 등판시키는 강수를 두었으나. 9회말 NC가 삼자범퇴로 끝나면서 무의로 끝났고 결국 올 시즌을 마무리 하게 되었다.

## 중계 일정
2015년 한국 프로 야구 포스트시즌은 다음과 같은 방송사로부터 중계방송되었다.

### TV 중계

#### 와일드카드 결정전
- 주관방송사
  - KBS N Sports - 해설 : 이용철, 조성환 캐스터 : 이기호

- 옵튜브 중계
  - MBC SPORTS+ - 해설 : 허구연 캐스터 : 한명재
  - SBS 스포츠 - 해설 : 이순철 캐스터 : 정우영
  - SPOTV - 해설 : 민훈기 캐스터 : 최두영
  - SKY Sports
  - IB SPORTS

#### 준플레이오프
1차전
- MBC TV - 해설 : 허구연 캐스터 : 한명재
- SPOTV2 - 해설 : 민훈기 캐스터 : 최두영

2차전
- KBS 2TV - 해설 : 이용철 캐스터 : 김현태
- SPOTV2 - 해설 : 민훈기 캐스터 : 최두영

3차전
- 주관방송사
  - MBC SPORTS+ - 해설 : 허구연 캐스터 : 한명재

- 옵튜브 중계
  - KBS N Sports - 배구 끝나고 생방송 전환
  - SBS 스포츠
  - SKY Sports
  - SPOTV
  - IB SPORTS

4차전
- MBC TV - 해설 : 허구연 캐스터 : 한명재
- SPOTV2 - 해설 : 민훈기 캐스터 : 최두영

#### 플레이오프
1차전
- 주관 방송사
  - SBS TV - 해설 : 이순철,최원호 캐스터 : 정우영
- 옵튜브 중계
  - SPOTV2 - 해설 : 민훈기 캐스터 : 최두영
- 녹화 중계
  - KBS N Sports - 해설 : 안치용 캐스터 : 이기호

2차전
- 주관 방송사
  - KBS 2TV - 해설 : 이용철 캐스터 : 유지철
- 옵튜브 중계
  - SPOTV2 - 해설 : 민훈기 캐스터 : 최두영

3차전
- MBC SPORTS+ - 해설 : 허구연 캐스터 : 한명재
- KBS N Sports - 해설 : 이용철,조성환 캐스터 : 권성욱
- SKY Sports - 해설 : 이효봉 캐스터 : 임용수
- SPOTV - 해설 : 진필중 캐스터 : 최두영
- SBS Sports - 해설 : 최원호 캐스터 : 정우영 (배구끝나고 생중계)
- IBSPORTS

4차전
- 주관 방송사
  - KBS 2TV - 해설 : 이용철 캐스터 : 김현태
- 옵튜브 중계
  - SPOTV2 - 해설 : 진필중 캐스터 : 최두영

5차전
- 주관 방송사
  - SBS TV - 해설 : 이순철 캐스터 : 정우영
- 옵튜브 중계
  - SPOTV2 -해설 : 민훈기 캐스터 : 최두영
  - IBSPORTS

### 라디오 중계

#### 와일드카드 결정전
1차전 KBS 제2라디오, SBS 러브FM

#### 준플레이오프
1차전 KBS 제2라디오
2차전
3차전 KBS 제2라디오
4차전

#### 플레이오프
1차전
- KBS 제2라디오 - 해설 : 동봉철 캐스터 : 김현태

- KNN - 해설 : 이성득 캐스터 : 이현동

- MBC경남 창원방송 - 해설: 한만정 캐스터 : 김진철

2차전
- KNN - 해설 : 이성득 캐스터 : 이현동

- MBC경남 창원방송 - 해설: 한만정 캐스터 : 김진철

3차전
- KBS 제2라디오 - 해설 : 동봉철 캐스터: 유지철

4차전
- SBS 러브FM - 해설 : 이종열 캐스터 : 정석문

- KNN - 해설 : 이성득 캐스터 : 이현동

- MBC경남 창원방송 - 해설: 한만정 캐스터 : 김진철

5차전
- SBS 러브FM - 해설 : 이종열 캐스터 : 박찬민

- KBS 제2라디오 - 해설 : 동봉철 캐스터: 유지철

- KNN - 해설 : 이성득 캐스터 : 이현동

- MBC경남 창원방송 - 해설: 한만정 캐스터 : 김진철

## 같이 보기
- 2015년 KBO 리그
- 2015년 한국시리즈